# Solnhofen
Solnhofen je německá obec v okrese Weißenburg-Gunzenhausen (území Střední Franky) na západě Bavorska. Nachází se v údolí řeky Altmühl. Obec leží na rozloze 13,5 km² v nadmořské výšce kolem 410 metrů. V prosinci roku 2010 měla celkem 1 678 trvalých obyvatel.

## Historie
Solnhofen je znám svou historickou dominantou – bazilikou z karolínského období (Sola-Basilica) – založenou již kolem roku 650. V současnosti jsou veřejnosti přístupné archeologické základy stavby a sloupy obvodových zdí.

## Archaeopteryx
Největší proslulost tomuto místu zajistil výskyt slavných žlutých vápenců z období svrchní jury (stáří kolem 150 milionů let), které vydaly světu například i fosílie známého „praptáka“ archaeopteryxe. Solnhofenský vápenec je dnes proto v paleontologii pojem. Mnoho cenných objevů bylo získáno zásluhou vynálezce litografie, pražského rodáka Aloise Senefeldera (1771–1834). Paleontologicky cenné zkameněliny jsou přístupné veřejnosti například v místním Bürgermeister Müller Museum. Další se pak nachází také v Jura Museum v nedalekém Eichstättu.

## Zajímavost
Jméno města nese asteroid hlavního pásu (3229) Solnhofen, který objevil 9. srpna 1916 dánský astronom Holger Thiele na hvězdárně v Hamburku-Bergedorfu.